# Kristian Alm
Kristian Alm, född 22 november 1958 i Hässleholm, är en svensk journalist.

## Biografi
Alm är utbildad vid Journalisthögskolan i Göteborg. Han arbetade 1988-2002 på Sydsvenskan i Malmö. 1992 startade han månadstidningen Tidningen Rosengård i Sydsvenskans regi. 
Alm var chefredaktör och ansvarig utgivare för Hallands Nyheter från 2002 till 2007. Från februari 2008 var han tillfällig chefredaktör på tidningen Journalisten, som ersättare för Maja Aase, innan han i augusti samma år blev redaktionschef och ansvarig utgivare på tvådagarstidningen Norra Halland i Kungsbacka, för att från 2012 verka som reporter på tidningen.
2017 fick han tillsammans med Josefine Julén Guldspaden för artikelserien Bombhemmet.